# Rockingham (Észak-Karolina)
Rockingham város az USA Észak-Karolina államában, Richmond megyében, melynek megyeszékhelye is. Lakosainak száma 9243 fő (2020. április 1.).

## Népesség
A település népességének változása:
| Lakosok száma | 454  | 9672 | 9558 | 9243 |
|               | 1870 | 2000 | 2010 | 2020 |